# 2012-es Eurovíziós Dalfesztivál
A 2012-es Eurovíziós Dalfesztivál (angolul: Eurovision Song Contest 2012, franciául: Concours Eurovision de la chanson 2012, azeriül: 2012 Avroviziya Mahnı Müsabiqəsi) volt az ötvenhetedik Eurovíziós Dalfesztivál. Azerbajdzsán fővárosában, Bakuban rendezték meg, mivel a 2011-es Eurovíziós Dalfesztivált az azerbajdzsáni duó, Ell és Nikki nyerte. Két elődöntőt rendeztek, az elsőt 2012. május 22-én, a másodikat pedig május 24-én. A döntőre 2012. május 26-án került sor.

## A helyszín és a verseny témája
| Baku, Azerbajdzsán Tofiq Bahramov Stadion Heydar Aliyev Sport- és Kiállítási Komplexum Kristályterem |

2011. szeptember 8-án az Azad TV bejelentette, hogy a bakui Kristályteremben fogják megrendezni a 2012-es Eurovíziós Dalfesztivált. Az aréna építése 2011. augusztus 2-án kezdődött el, és átadása 2012. április 30-án volt. A komplexum nem messze a National Flag Square-től, a Kaszpi-tenger partján található. Befogadó képessége körülbelül 25 000 fő, és az építési költsége megközelítőleg hatmillió azeri manat volt, ami több mint másfél milliárd magyar forintnak felel meg. Az építést a német Alpine cég végezte. A házigazdának meg kellett jelölni még két, már létező alternatívát arra az esetre, ha az új helyszín nem készülne el időben. Az egyik a Tofiq Bahramov Stadion volt, ami 37 000 férőhelyes, és 1939-ben épült, míg a másik a Heydar Aliyev Sport-és Kiállítási Komplexum, melyet 1990-ben adtak át, és többek között itt rendezték volna meg a harmadik Eurovíziós Táncversenyt, melyet egy eddig ismeretlen időpontra elhalasztottak. 2012. január 25-én az EBU is megerősítette a Kristálytermet, mint hivatalos helyszínt, tehát így nem volt szükség a korábban említett két alternatívára. Ez volt az első olyan verseny, melynek a tiszteletére emeltek egy komplett stadiont. Jon Ola Sand, a fesztivál főfelügyelője azt mondta, miután biztosítékot kaptak arra, hogy az építkezés időben befejeződik, alig várták, hogy megtarthassák a rendezvényt a vadonatúj, ultramodern csarnokban.
Az emberek ősidők óta a tűz körül jönnek össze, hogy történeteket mesélve, énekelve és táncolva kommunikáljanak egymással. Az Eurovíziós Dalfesztivál is olyan hely, ahol az emberek összejönnek, hogy ünnepeljenek, és dallal, tánccal kommunikáljanak. A fesztivál emblémájának két fő elemének egyike így a tűz lesz, míg a másik a buta – egy mandulához vagy bimbóhoz hasonló, a Kaukázusban nagyon elterjedt, valószínűleg a tűzimádó korból származó keleties népművészeti díszítőelem. Ezek mellett még az is a szlogen, és embléma mellett szólhat, hogy a Föld iszapvulkánjainak majdnem a fele Azerbajdzsánban található, így nem csoda, hogy a tűz országának nevezett kaukázusi állam a verseny mottójának a “Light your fire!” azaz Gyújtsd meg a tüzed! nevet adta.
A dalversenynek sorozatban harmadszor, összesen negyedszer volt három házigazdája. Az egyik műsorvezető az előző évi győztes duó férfi tagja, Ell volt, aki Leyla Aliyevával és Nargiz Birk-Petersennel vezette a műsort.

## A résztvevők

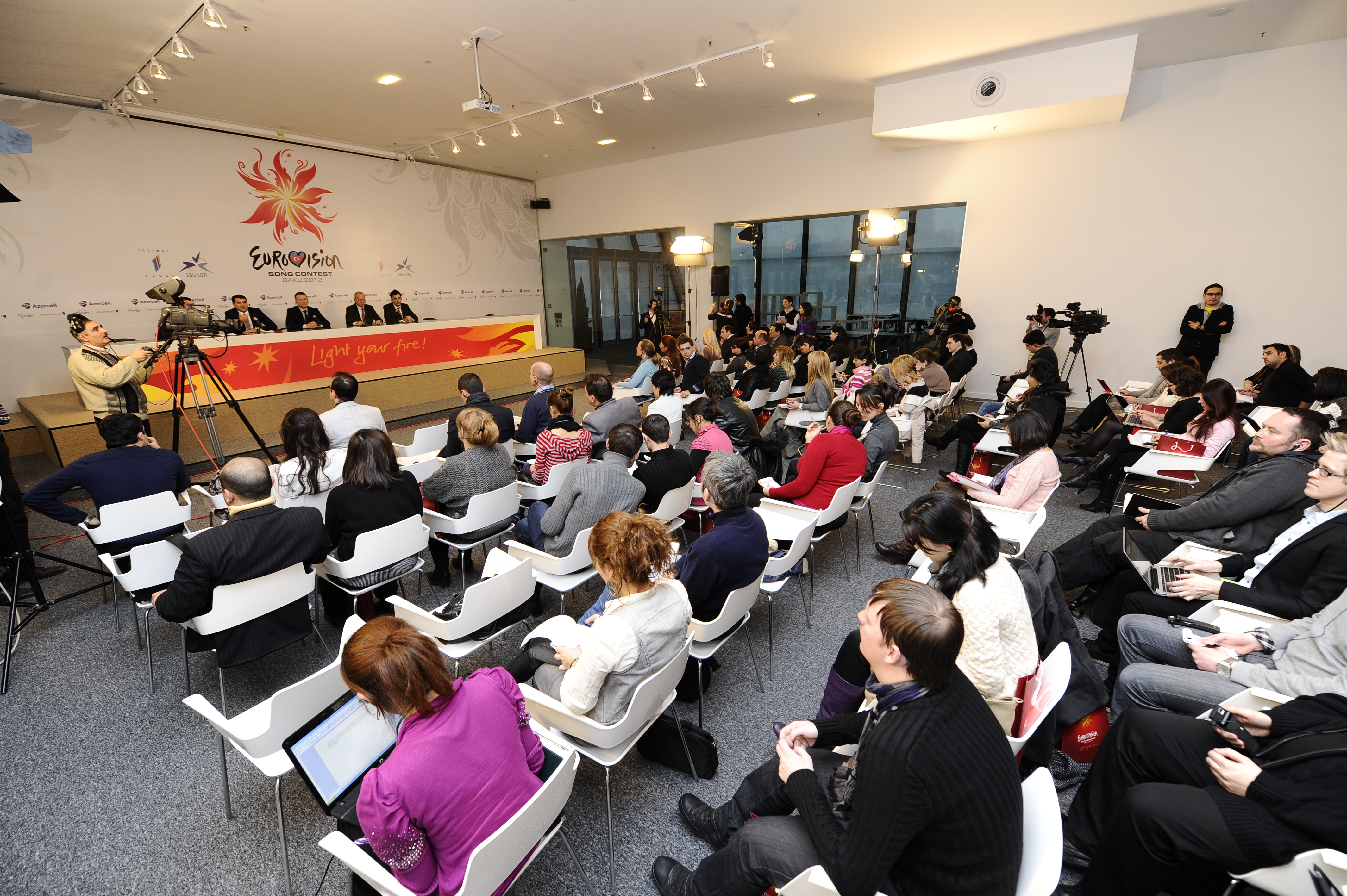
Az első sajtótájékoztató Bakuban, 2012. január 25-én

Csehország 2011 szeptemberében bejelentette, hogy az előzetes találgatásokkal ellenben, melyek szerint lehetséges visszatérők lettek volna a bakui mezőnyben, nem fognak részt venni. A Česká Televize elnökválasztás előtt állt, és a jelöltek közti versenyben nagy viták tárgya volt az Eurovízió is, de a tanácskozások nem zárultak pozitív eredménnyel. Hasonlóan a szlovák közmédiát átfogó RTVS sem tervezett indulót nevezni a 2012-es versenyre. Később bejelentették, hogy mégis az indulás mellett maradnak, de a 2011-es huzavonához hasonlóan nem jutottak könnyen dűlőre ebben az ügyben, habár már novemberben azt is kiszivárogtatták, hogy Miro Šmajda a lehetséges induló. December 20-án végül jelezték végleges részvételi szándékukat; de az előadó személyéről nem született döntés, csak 2012. március 7-én, aki végül a korábban megnevezett előadó lett, csak más művésznéven, Max Jason Maiként. Andorra nem tért vissza a versenybe két kihagyott év után, és még az Európai Műsorszolgáltatók Uniójából való kilépést is fontolgatták, de mégis tagok maradtak. Montenegró viszont két kihagyott év után visszatért a versenybe. Lengyelország több sikertelen próbálkozás után, előző évi rossz helyezésükből kifolyólag, és a 2012-es labdarúgó-Európa-bajnokság kifogástalan lebonyolítása érdekében nem nevezett előadót a versenyre. Örményország ismert többek között az Azerbajdzsánnal folytatott több évtizedes múltra visszatekintő rivalizálásáról, és politikai viszályairól, de ennek ellenére a 2012. január 17-én, az EBU által kiadott listán szerepeltek, mint résztvevők a bakui versenyen. Így végül 43 állam vett volna részt a 2012-es Eurovíziós Dalfesztiválon, de mivel 2012. március 7-én bejelentette az örmény közmédia, hogy az elmúlt hetek politikai történései miatt visszalépnek a versenytől, ezért mindössze 42 állam vett részt a versenyen.
| Ország              | Műsorsugárzó       | Előadó                 | Dal                                          | Nyelv          | Dalszerző(k)                                                               |
| ------------------- | ------------------ | ---------------------- | -------------------------------------------- | -------------- | -------------------------------------------------------------------------- |
| Albánia             | RTSH               | Rona Nishliu           | Suus                                         | albán          | Florent Boshnjaku Rona Nishliu                                             |
| Ausztria            | ORF                | Trackshittaz           | Woki mit deim Popo                           | német          | Manuel Hoffelner Lukas Plöchl                                              |
| Azerbajdzsán        | İTV                | Sabina Babayeva        | When the Music Dies                          | angol          | Anders Bagge Sandra Bjurman Johan Kronlund Stefan Örn                      |
| Belgium             | VRT                | Iris                   | Would You                                    | angol          | Walter Mannaerts Jean Bosco Safari Nina Sampermans                         |
| Bosznia-Hercegovina | BHRT               | Maya Sar               | Korake ti znam                               | bosnyák        | Maja Sarihodžić                                                            |
| Bulgária            | BNT                | Sofi Marinova          | Love Unlimited                               | bolgár         | Krum Georgiev Iasen Kozev Donka Vasileva                                   |
| Ciprus              | CyBC               | Ivi Adamou             | La La Love                                   | angol          | Björn Djupström Alex Papaconstantinou Viktor Svensson Alexandra Zakka      |
| Dánia               | DR                 | Soluna Samay           | Should’ve Known Better                       | angol          | Isam Bachiri Chief 1 Remee Amir Sulaiman                                   |
| Egyesült Királyság  | BBC                | Engelbert Humperdinck  | Love Will Set You Free                       | angol          | Sacha Skarbek Martin Terefe                                                |
| Észtország          | ERR                | Ott Lepland            | Kuula                                        | észt           | Aapo Ilves Ott Lepland                                                     |
| Fehéroroszország    | BTRC               | Litesound              | We Are the Heroes                            | angol          | Dmitrij Karjakin Vlagyimir Karjakin                                        |
| Finnország          | Yle                | Pernilla               | När jag blundar                              | svéd           | Jonas Karlsson                                                             |
| Franciaország       | France Télévisions | Anggun                 | Echo (You and I)                             | francia, angol | Anggun Jean-Pierre Pilot William Rousseau                                  |
| Görögország         | ERT                | Eleftheria Eleftheriou | Aphrodisiac                                  | angol          | Dajana Lööf Dimitri Stassos Mikaela Stenström                              |
| Grúzia              | GPB                | Anri Jokhadze          | I’m a Joker                                  | angol, grúz    | Ruszudan Cskaidze Bibi Kvacsadze                                           |
| Hollandia           | TROS               | Joan Franka            | You and Me                                   | angol          | Joan Franka Jessica Hoogenboom                                             |
| Horvátország        | HRT                | Nina Badrić            | Nebo                                         | horvát         | Nina Badrić                                                                |
| Írország            | RTÉ                | Jedward                | Waterline                                    | angol          | Nick Jarl Sharon Vaughn                                                    |
| Izland              | RÚV                | Greta Salóme és Jónsi  | Never Forget                                 | angol          | Gréta Salóme Stefánsdóttir                                                 |
| Izrael              | IBA                | Izabo                  | Time                                         | angol, héber   | Siri Hadar Ran Sem Tov                                                     |
| Lettország          | LTV                | Anmary                 | Beautiful Song                               | angol          | Ivars Makstnieks Rolands Ūdris                                             |
| Litvánia            | LRT                | Donny Montell          | Love Is Blind                                | angol          | Jodie Rose Brandon Stone                                                   |
| Macedónia           | MRT                | Kaliopi                | Crno i belo                                  | macedón        | Kaliopi Bukle Romeo Grill                                                  |
| Magyarország        | MTVA               | Compact Disco          | Sound of Our Hearts                          | angol          | Behnam Lotfi Pál Gábor Sándor Attila Walkó Csaba                           |
| Málta               | PBS                | Kurt Calleja           | This Is the Night                            | angol          | Kurt Calleja Mikael Gunnerås Johan Jämtberg                                |
| Moldova             | TRM                | Pasha Parfeny          | Lăutar                                       | angol          | Alex Brașoveanu Pasha Parfeny                                              |
| Montenegró          | RTCG               | Rambo Amadeus          | Euro Neuro                                   | angol          | Antonije Pušić                                                             |
| Németország         | NDR                | Roman Lob              | Standing Still                               | angol          | Jamie Cullum Wayne Hector Steve Robson                                     |
| Norvégia            | NRK                | Tooji                  | Stay                                         | angol          | Figge Boström Peter Boström Tooji                                          |
| Olaszország         | RAI                | Nina Zilli             | L’amore è femmina (Out of Love)              | angol, olasz   | Charlie Mason Frida Molander Christian Rabb Kristoffer Sjökvist Nina Zilli |
| Oroszország         | Rosszija 1         | Buranovskiye Babushki  | Party for Everybody                          | udmurt, angol  | Mary Susan Applegate Viktor Drobis Tyimofej Leontyijev Olga Tyuktarjova    |
| Portugália          | RTP                | Filipa Sousa           | Vida minha                                   | portugál       | Andrej Babić Carlos Coelho                                                 |
| Románia             | TVR                | Mandinga               | Zaleilah                                     | spanyol, angol | Elena Ionescu Costi Ioniță Omar Secada                                     |
| San Marino          | SMRTV              | Valentina Monetta      | The Social Network Song (Oh Oh – Uh – Oh Oh) | angol          | José Juan Santana Rodriguez Ralph Siegel Timothy Touchton                  |
| Spanyolország       | RTVE               | Pastora Soler          | Quédate conmigo                              | spanyol        | Erik Bernholm Thomas G:son Antonio Sánchez                                 |
| Svájc               | SRG SSR            | Sinplus                | Unbreakable                                  | angol          | Gabriel Broggini Ivan Broggini                                             |
| Svédország          | SVT                | Loreen                 | Euphoria                                     | angol          | Peter Boström Thomas G:son                                                 |
| Szerbia             | RTS                | Željko Joksimović      | Nije ljubav stvar                            | szerb          | Željko Joksimović Miloš Roganović Marina Tucaković                         |
| Szlovákia           | RTVS               | Max Jason Mai          | Don’t Close Your Eyes                        | angol          | Miroslav Šmajda                                                            |
| Szlovénia           | RTVSLO             | Eva Boto               | Verjamem                                     | szlovén        | Vladimir Graić Igor Pirkovič Hari Varešanović                              |
| Törökország         | TRT                | Can Bonomo             | Love Me Back                                 | angol          | Can Bonomo                                                                 |
| Ukrajna             | NTU                | Gaitana                | Be My Guest                                  | angol          | Gaitana Essami Kiwi Project                                                |

### Visszatérő előadók
A Jedward-testvérek a 2011-es verseny után sorozatban másodszor képviselték Írországot a dalfesztiválon. Az előző évben a döntőben a nyolcadik helyen végeztek, ám ebben az évben nem tudták megismételni azt a sikert. Másodszor vett részt még a szerb Željko Joksimović, aki 2004-ben Szerbia és Montenegró legjobb eredményét elérve a második helyen zárt (habár az államszövetség mindössze kétszer vett részt a versenyen), valamint a 2008-as versenyen műsorvezetőként és a szerb versenydal szerzőjeként, 2006-ban szintén dalszerzőként (Bosznia-Hercegovina) vett részt. Másodszor szerepelt a grúz Anri Jokhadze is, aki 2008-ban háttérénekesként volt jelen. Szintén másodszor indult Jónsi, aki 2004-ben Izlandot képviselve tizenkilencedik lett. Harmadjára lépett fel a bosnyák Maya Sar, aki 2004-ben vokalistaként, valamint 2011-ben zongoristaként szerepelt. A macedón Kaliopi pedig 1996-ban lett volna Macedónia első indulója az oslói versenyen, de kiesett a selejtezőben.
| Előadó                                | Ország   | Előző év(ek)                                                                 |
| ------------------------------------- | -------- | ---------------------------------------------------------------------------- |
| Željko Joksimović                     | Szerbia  | 2004 (Szerbia és Montenegró színeiben; az Ad Hoc Orchestra közreműködésében) |
| Jónsi (Gréta Salóme közreműködésében) | Izland   | 2004                                                                         |
| Jedward                               | Írország | 2011                                                                         |

### A magyar résztvevő
Az MTVA és az MTV Zrt. december 1-jén délután közös sajtótájékoztatóján jelentette be a 2012-es magyar eurovíziós szereplés részleteit. A tájékoztatón kiderült, hogy a magyar dalok versenye elindult; a pályázat határideje: 2011. december 30. A beérkezett, 202 dal – 170 előadótól – közül egy zsűri választotta ki a magyar válogató résztvevőit. A zsűri egy kilenctagú zenei szakértőkből, rádiós műsorvezetőkből állt. A nemzeti döntő zsűrije négyfős, tagjai voltak Rákay Philip, az MTVA legfőbb vezetője, Csiszár Jenő, televíziós, rádiós személyiség, Wolf Kati, a 2011-es Eurovíziós Dalfesztivál magyar indulója, és Rakonczai Viktor, a What About My Dreams? zeneszerzője lettek. A hazai elődöntőkre több külföldi előadó is pályázott, így az Egyesült Államokból, Kanadából, Lengyelországról és Izlandról is érkezett nevezés. Januárban és februárban összesen három show-műsort tartottak. A műsorfolyam, A Dal címet kapta. A műsorok során a szakmai zsűri, illetve a közönség szavazatai döntöttek arról, ki képviselje Magyarországot Azerbajdzsánban. Az elődöntőkben összesen húsz dal versenyzett, ahonnan 4-4 dal jutott be a nemzeti döntő fináléjába. Az SMS szavazás lebonyolításáért a már több magyar televíziós műsort lebonyolító Telekom New Média Zrt. felelt. A műsor két házigazdája Kapócs Zsóka és Gundel Takács Gábor volt.
A február 11-én megtartott döntő fináléján a nyolc indulóból a közönség szavazatai alapján négy került a zsűri elé: A Király testvérek, Caramel, a Compact Disco és Heincz Gábor Biga dala. A zsűri többségi döntése végül a Compact Discóra esett, így ők indulhattak a nemzetközi versenyen.

## A versenyszabályok változása

Az első elődöntő résztvevői.
Az első elődöntőben szavazó döntősök.
A második elődöntő résztvevői.
A második elődöntőben szavazó döntősök.

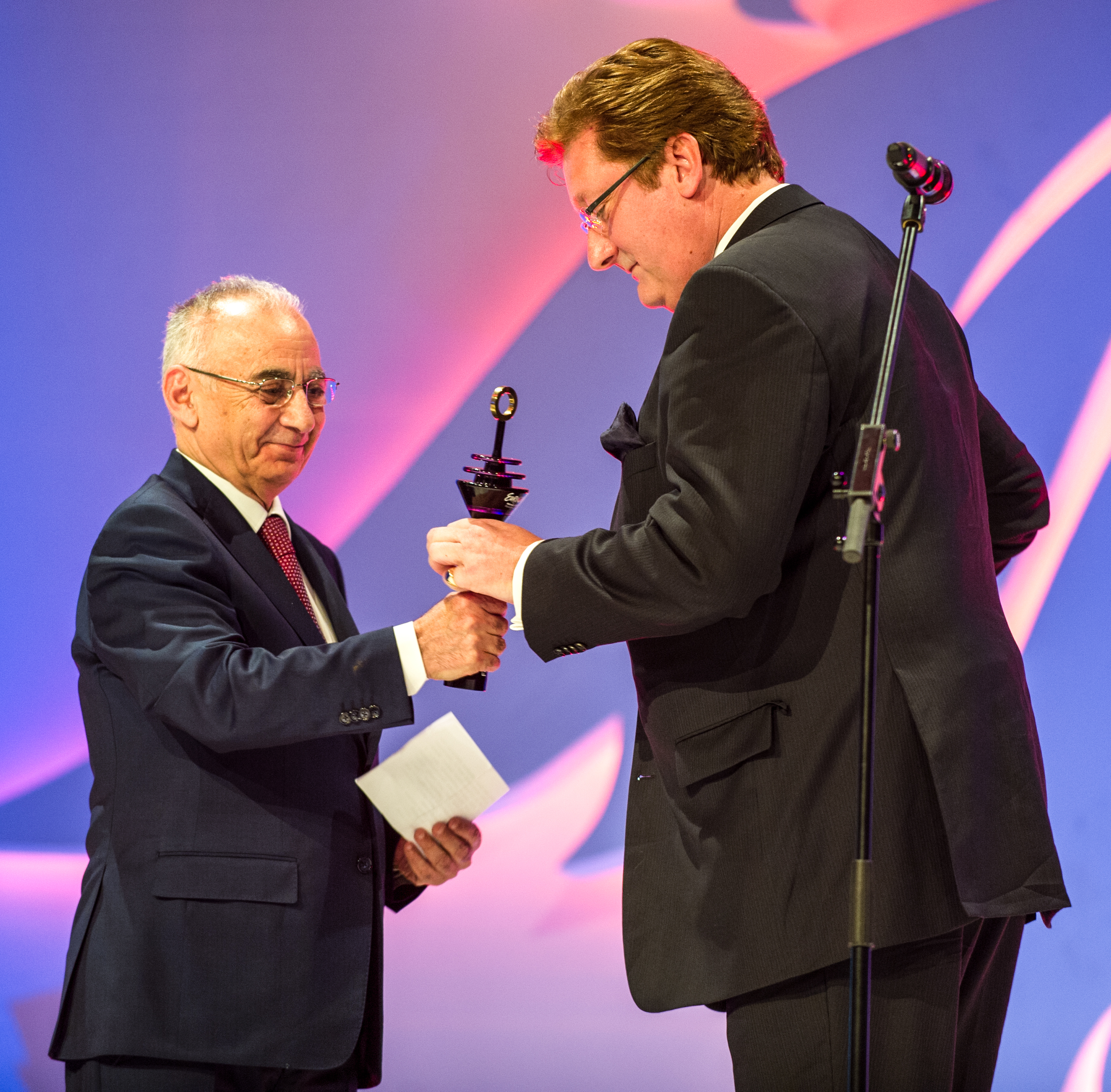
Dirk Elbers, Düsseldorf polgármestere, és Hajibala Abutalibov, Baku polgármestere a kulcsátadási ceremónián

2011. június 20-án az EBU Referenciacsoportjának ülésén született döntés arról, hogy az első dal előadásának kezdetekor már nem szavazhatnak a nézők. 2010-től a műsor egész ideje alatt lehetett szavazni, de a nézők többsége csak az összes dal meghallgatása után döntött. A rendszer eltörlése mellett szólt az is, hogy a telefonszámokat mutató grafika elfoglalta a képernyő negyedét. A szavazás időtartamát még nem tudni, hogy megnövelték-e, vagy maradnak a korábbi, a dalok elhangzása utáni tizenöt percnél.
Emellett a pontozásnál a Junior Eurovíziós Dalfesztiválon az új szabályok értelmében a szóvivők nemcsak a 8, 10 és 12 pontot mondják ki hangosan, hanem az összes kiadott pontot. Az Eurovíziós Dalfesztiválon a műsoridő csökkentésének érdekében csak a 8, 10 és a 12 pontot mondták ki hangosan. Emellett a döntő mezőnyének érdekessége lesz, hogy a korábbi években a Négy Nagy, illetve 2011-től az Öt Nagy ország személyében – Olaszország visszatéréséből kifolyólag – öt automatikus döntős volt, ám ezúttal nem a "Nagy" országok egyike lett a győztes, mint 2011-ben Németország, hanem Azerbajdzsán. Így a május 26-i döntőben huszonhat dal fog elhangzani. Legutóbb 2003-ban fordult elő ilyen – más okokból.

### Az elődöntők felosztása
A harminchét elődöntős országot hat kalapba osztották földrajzi elhelyezkedésük, és szavazási szokásaik alapján, a 2008-ban bevezetett módon. Január 25-én tartották a sorsolást, ahol a kalapok egyik fele az első elődöntőbe, a másik a második elődöntőbe került. Ennek célja a szavazás igazságosabbá tétele. A sorsolás során azt is eldöntötték, hogy az egyes országok az adott elődöntő első, vagy második felében fognak fellépni, így a delegációk előre tudják, mikor kell megérkezniük a próbákra. A végleges fellépési sorrend egy március 20-án tartott sorsolás után alakult ki. A sorsolás során a 2007-ben bevezetett módon néhány ország saját maga választhatta ki a sorszámát. E szabadkártyát a két elődöntő első és második felének, illetve a döntő fellépési sorrendjének sorsolása során elsőként kihúzott országok kapják. A szerencsések Finnország, Írország, Ukrajna, Litvánia és Spanyolország voltak.
| 1. kalap                                                                                        | 2. kalap                                                           | 3. kalap                                                               | 4. kalap                                                                  | 5. kalap                                                          | 6. kalap                                                                  |
| ----------------------------------------------------------------------------------------------- | ------------------------------------------------------------------ | ---------------------------------------------------------------------- | ------------------------------------------------------------------------- | ----------------------------------------------------------------- | ------------------------------------------------------------------------- |
| - Albánia - Bosznia-Hercegovina - Észak-Macedónia - Horvátország - Montenegró - Svájc - Szerbia | - Dánia - Észtország - Finnország - Izland - Norvégia - Svédország | - Fehéroroszország - Grúzia - Izrael - Moldova - Oroszország - Ukrajna | - Belgium - Ciprus - Görögország - Hollandia - Örményország - Törökország | - Írország - Lettország - Litvánia - Málta - Portugália - Románia | - Ausztria - Bulgária - Magyarország - San Marino - Szlovákia - Szlovénia |

## A verseny

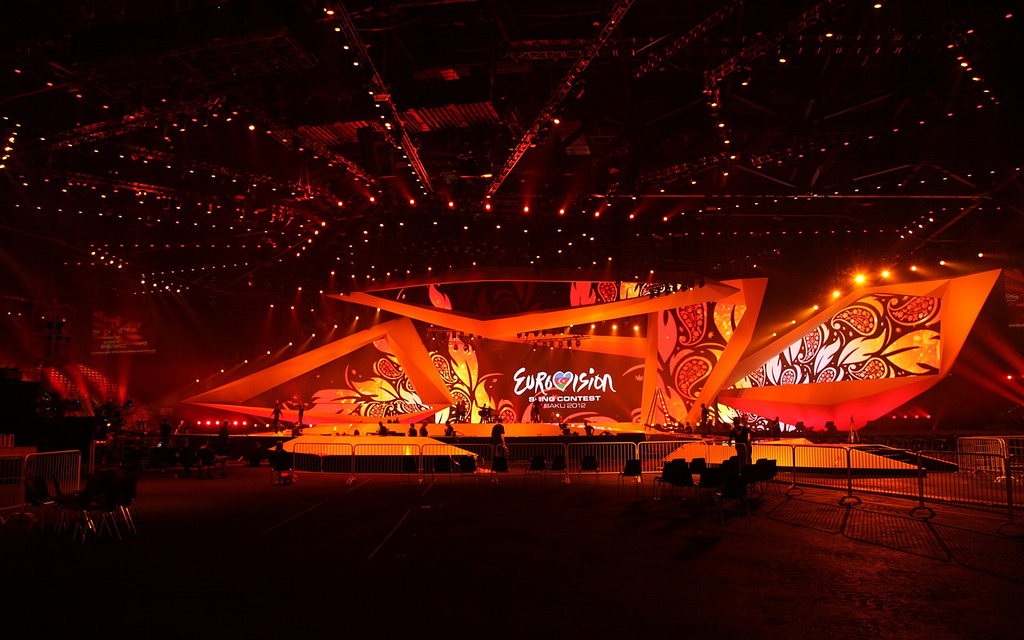
A Kristályterem belülről, a verseny előtt

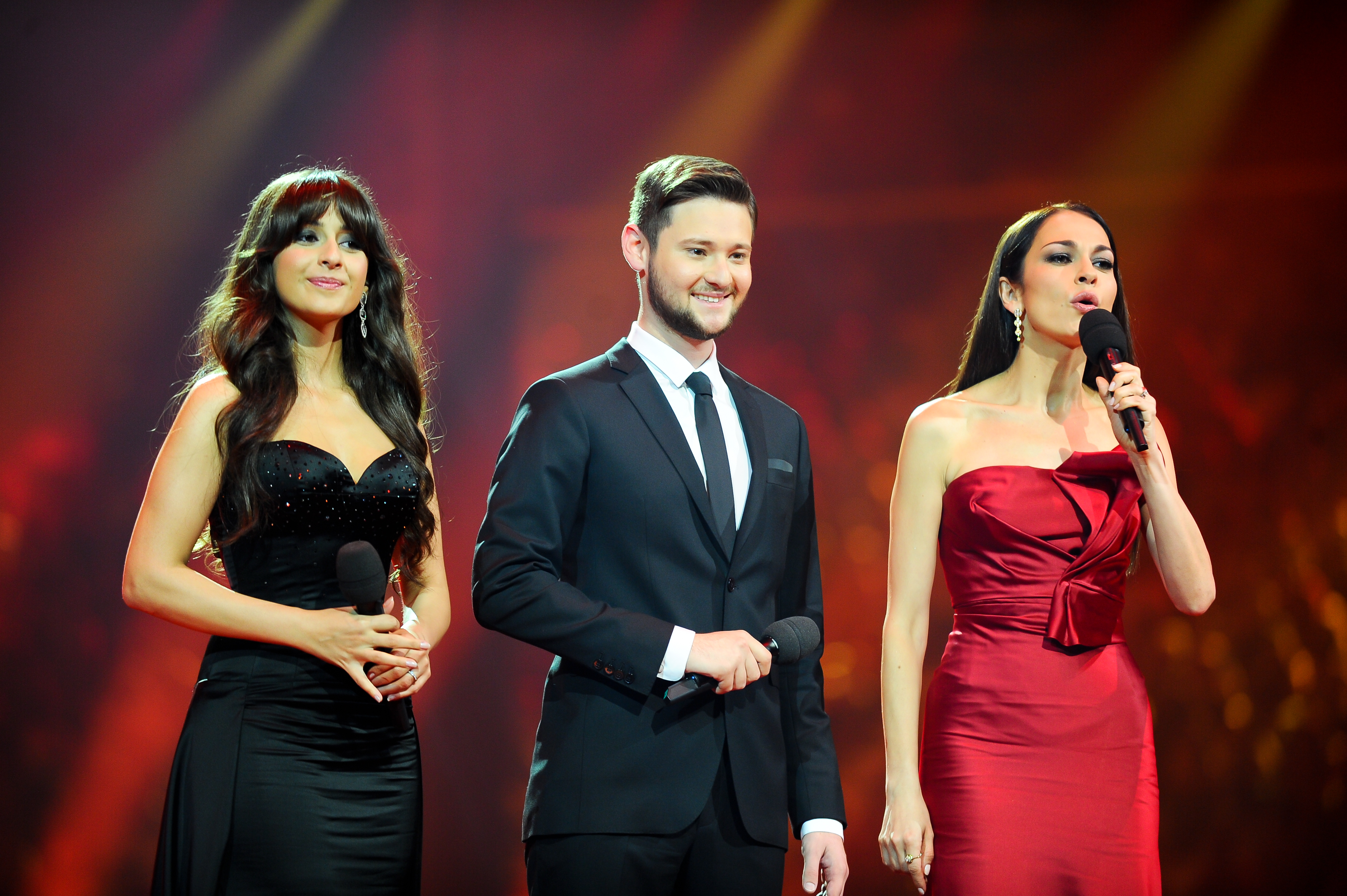
A dalfesztivál három műsorvezetője: Leyla Aliyeva (balra), Eldar Gasimov (középen) és Nargiz Birk-Petersen (jobbra)

A három adásból álló műsorfolyamot élőben, HD minőségben közvetítette az M1, Gundel Takács Gábor helyszíni kommentálásában. Az adásokat megelőzően Novodomszky Éva műsorvezetésével, az Elővízió című műsorban tudhattunk meg kulisszatitkokat, érdekességeket a versenyről.
Sorozatban harmadszor, összesen negyedszer fordult elő, hogy három műsorvezető volt: Leyla, Nargiz és Eldar. Utóbbi 2011-ben maga is részt vett a versenyen, ahol Ő lett a győztes Nikkivel.
A dalok közötti képeslapok különböző azeri helyeket, városokat, nevezetességeket mutattak be. A képeslap a Kristályterem élő képével zárult, melyen az adott ország zászlóinak jellegzetes színei jelentek meg.
A döntő nyitásaként Ell és Nikki előadott előző évi győztes dalából egy részletet, azeri hangszerekkel felvezetve. A szavazatok számlálása alatti szünetben egy orosz–azeri énekes, Emin szórakoztatta a közönséget, ahol új albumának egyik dalát adta elő, a "Never Enough"-ot.

## A szavazás
A verseny előtt esélyesnek tartották Szerbiát, Oroszországot és Svédországot, de egyértelműen a legtöbben az utóbbira esküdtek, és végül e három ország lett az első három hely birtokosa.
A szavazás az elődöntőkben és a döntőben is azonos módon történt: mindegyik ország rendelkezett egy ötfős szakmai zsűrivel, és az ő pontjaik, valamint a nézők telefonos szavazatai közösen alakították ki az országonkénti eredményeket. Az elődöntők eredményeit a döntő után hozták nyilvánosságra: a második elődöntőben pontazonosság volt a továbbjutó helyen. Norvégia és Bulgária között dőlt el, hogy ki jut be a döntőbe, de végül a versenyszabályok értelmében Norvégia ment tovább. Az első elődöntőben Ausztria végzett az utolsó helyen, történetük során nyolcadszor, míg a második elődöntőben Szlovákia zárt a tabella legalján eddig először.
A döntőben a szavazás során összesen három ország váltotta egymást az élen. Az elsőként szavazó Albánia Görögországot helyezte az élre. Montenegró pontjai után Macedónia vezetett, de ezután átvette a vezetést Svédország, amely előnyét végig őrizve ötödik győzelmét aratta. A győzelem az előző évvel ellentétben fölényes volt: az elődöntők 2004-es bevezetése, ezáltal a résztvevők számának megemelkedése óta a 372 pont a második legmagasabb, amivel nyerni lehetett. Emellett a győztes dal tizennyolc országtól gyűjtötte be a maximális tizenkét pontot, mellyel új rekordot állított fel. Második helyen az udmurtföldi nagymamák zártak. Korábban kétszer, 2000-ben, és 2006-ban végzett Oroszország a második helyen. A harmadik helyen a második elődöntő második helyezettje, Szerbia végzett. A döntőben az utolsó helyet Norvégia szerezte meg, akik a második elődöntőből tizedik helyen éppen, hogy továbbjutottak, és ezzel növelik eddigi rekordjuk számát: immáron tizenegyszer sikerült nekik zárni a versenyt.
A házigazda Azerbajdzsán a negyedik helyen végzett. Két év után először fordult elő, hogy a hazai közönség örülhetett a maximális 12 pontnak, méghozzá négyszer is. A döntőben mindössze tizenhárom olyan dal volt, amely nem kapott legalább egyszer tizenkét pontot; ugyanennyi kapott legalább egyszer. Magyarország pontjait Novodomszky Éva hirdette ki, a tizenkét pontot Svédország dala kapta. Magyarország nem szerzett senkitől sem tizenkét pontot; nyolc pontot adott Szlovákia, hetet Románia, míg kettőt köszönhetünk a szerbeknek, és egyet-egyet a moldovaiaknak illetve a törököknek.
Magyarország szakmai zsűrijéből ismertetett nevek: Balázs Fecó és Orbán Tamás.

## Első elődöntő
Az első elődöntőt május 22-én rendezték meg tizennyolc ország részvételével. Az egyes országok által kiosztott pontok telefonos szavazás, illetve szakmai zsűrik szavazatai alapján alakultak ki, mely alapján az első tíz helyezett jutott tovább a döntőbe. A részt vevő országokon kívül  Azerbajdzsán,  Olaszország és  Spanyolország is az első elődöntőben szavazott.
- Albániában egy súlyos buszbaleset miatt gyásznapot rendeltek el az első elődöntő napjára, ezért a közszolgálati televízió levette programjáról az Eurovíziós Dalfesztivált, így onnan csak a zsűri szavazatok számítottak bele a végeredménybe.[22]

| #  | Ország       | Előadó                 | Dal                                          | Helyezés | Pontszám |
| -- | ------------ | ---------------------- | -------------------------------------------- | -------- | -------- |
| 01 | Montenegró   | Rambo Amadeus          | Euro Neuro                                   | 15.      | 20       |
| 02 | Izland       | Greta Salóme és Jónsi  | Never Forget                                 | 8.       | 75       |
| 03 | Görögország  | Eleftheria Eleftheriou | Aphrodisiac                                  | 4.       | 116      |
| 04 | Lettország   | Anmary                 | Beautiful Song                               | 16.      | 17       |
| 05 | Albánia      | Rona Nishliu           | Suus                                         | 2.       | 146      |
| 06 | Románia      | Mandinga               | Zaleilah                                     | 3.       | 120      |
| 07 | Svájc        | Sinplus                | Unbreakable                                  | 11.      | 45       |
| 08 | Belgium      | Iris                   | Would You                                    | 17.      | 16       |
| 09 | Finnország   | Pernilla               | När jag blundar                              | 12.      | 41       |
| 10 | Izrael       | Izabo                  | Time                                         | 13.      | 33       |
| 11 | San Marino   | Valentina Monetta      | The Social Network Song (Oh Oh – Uh – Oh Oh) | 14.      | 31       |
| 12 | Ciprus       | Ivi Adamou             | La La Love                                   | 7.       | 91       |
| 13 | Dánia        | Soluna Samay           | Should’ve Known Better                       | 9.       | 63       |
| 14 | Oroszország  | Buranovskiye Babushki  | Party for Everybody                          | 1.       | 152      |
| 15 | Magyarország | Compact Disco          | Sound of Our Hearts                          | 10.      | 52       |
| 16 | Ausztria     | Trackshittaz           | Woki mit deim Popo                           | 18.      | 8        |
| 17 | Moldova      | Pasha Parfeny          | Lăutar                                       | 5.       | 100      |
| 18 | Írország     | Jedward                | Waterline                                    | 6.       | 92       |

### Ponttáblázat

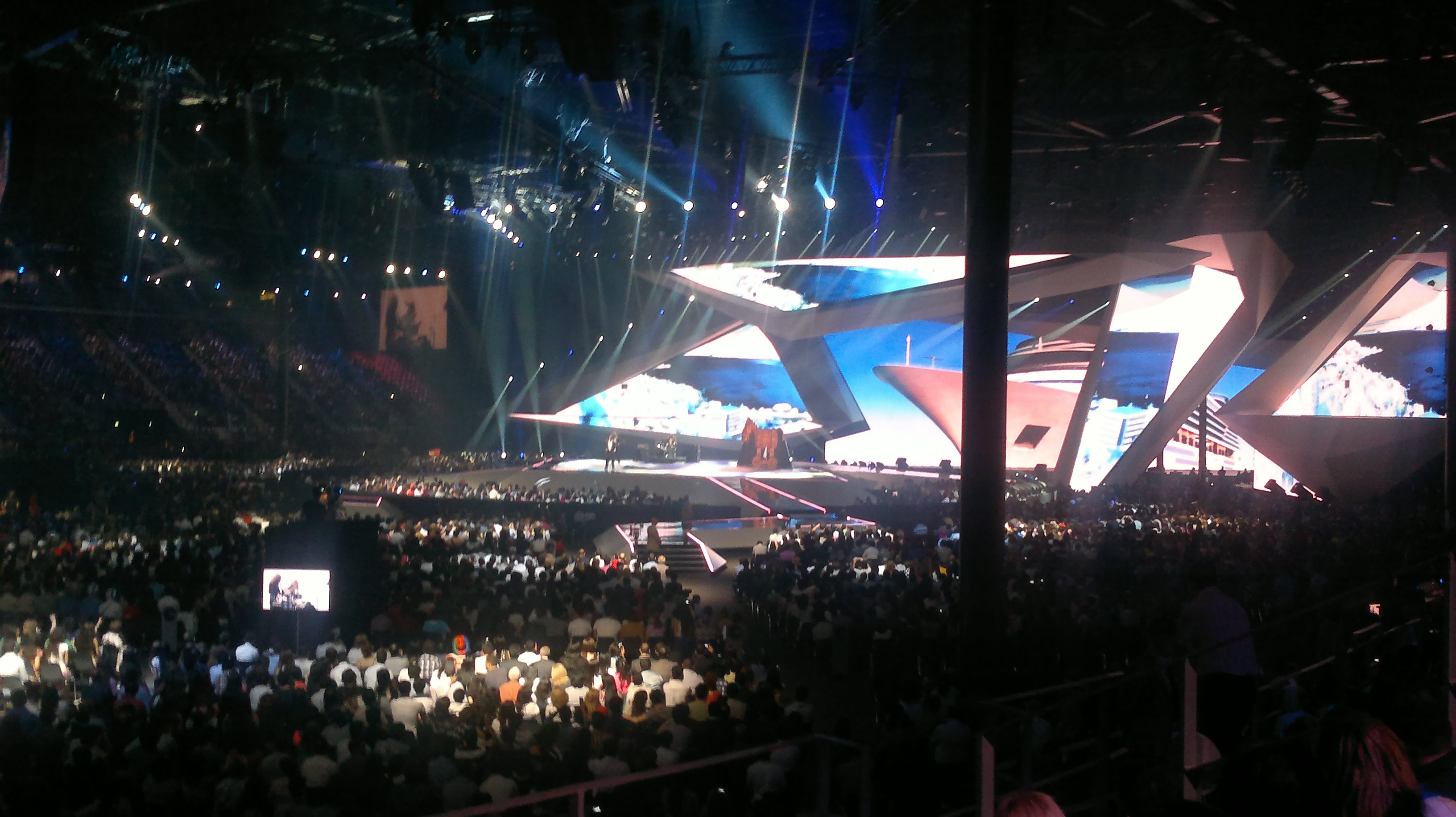
A montenegrói Rambo Amadeus produkciója

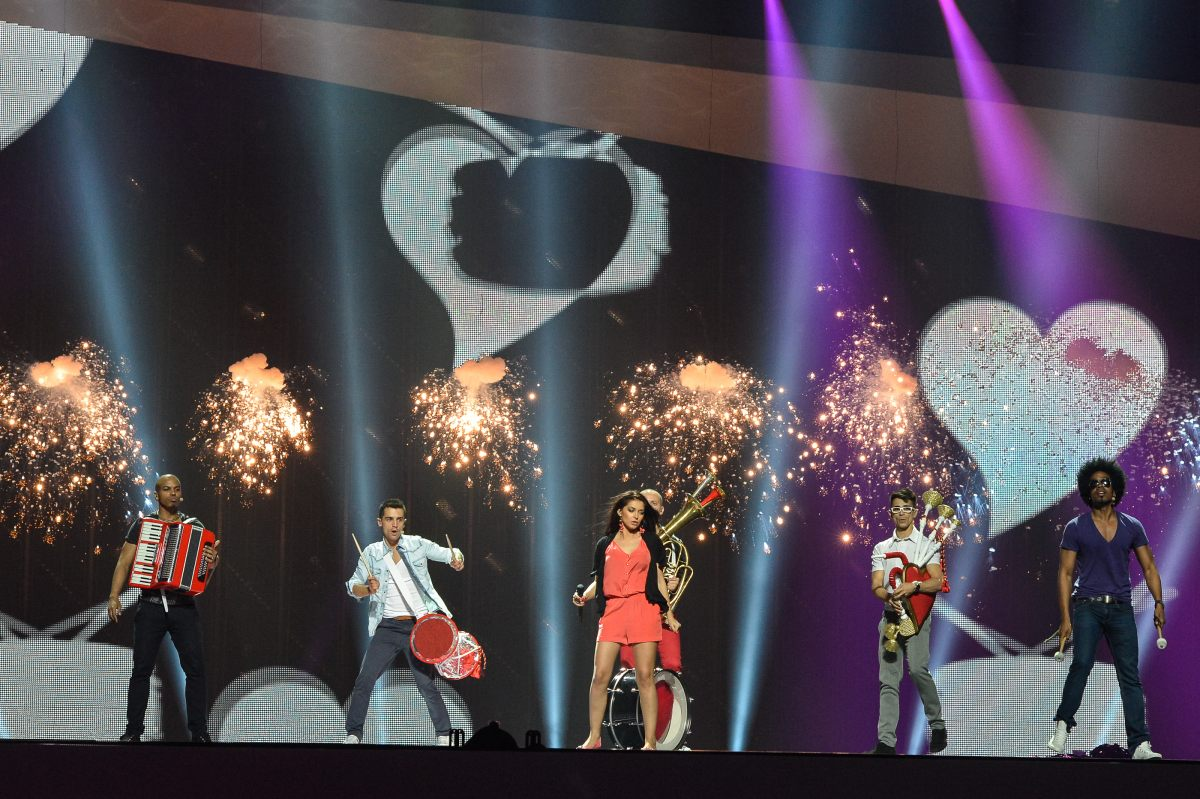
A Mandinga Romániából

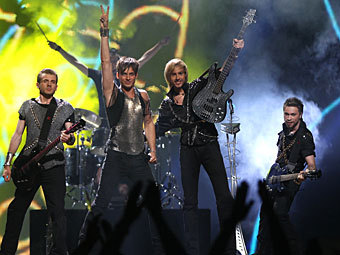
A Litesound együttes Fehéroroszországból

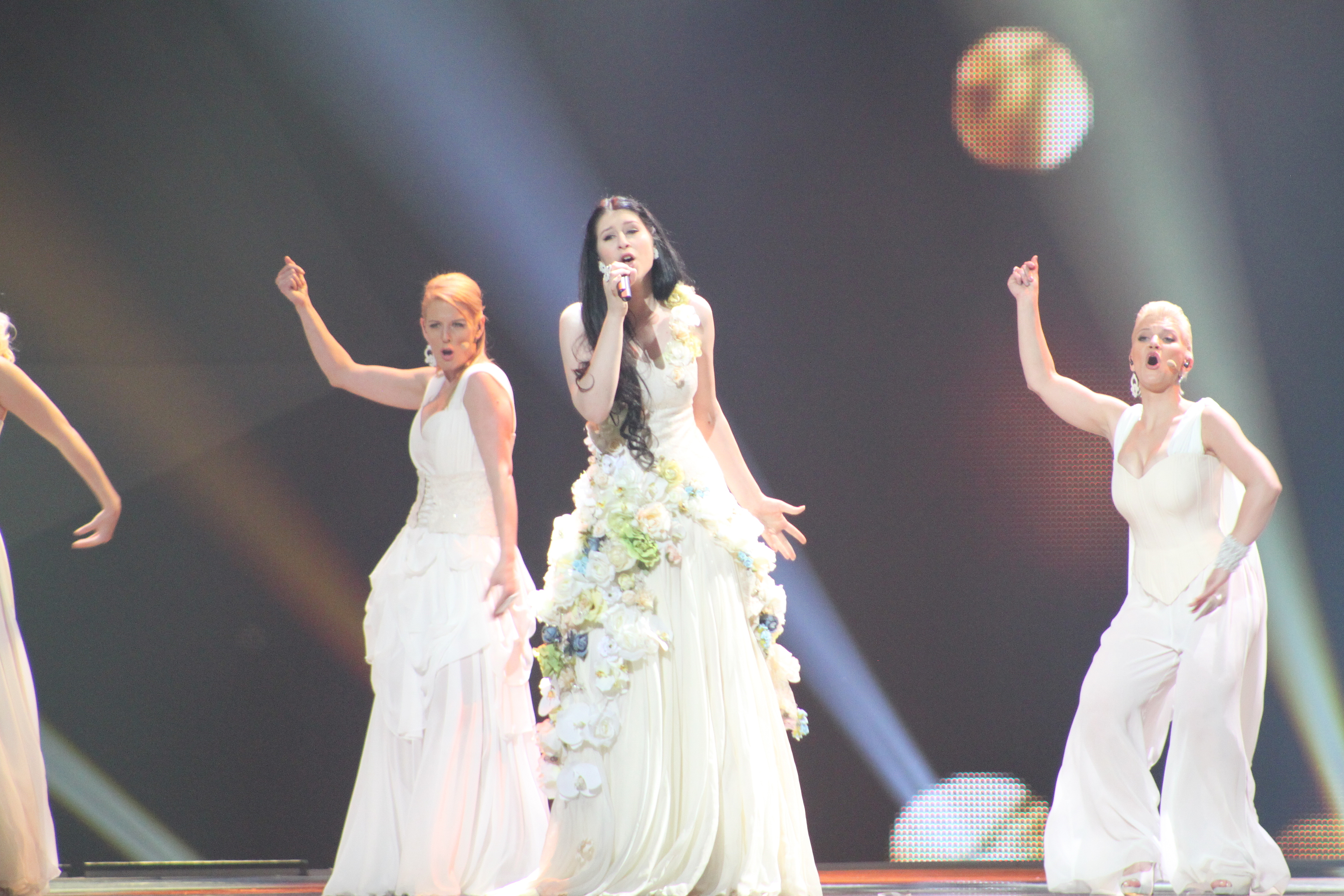
Eva Boto, a legfiatalabb induló Szlovéniából

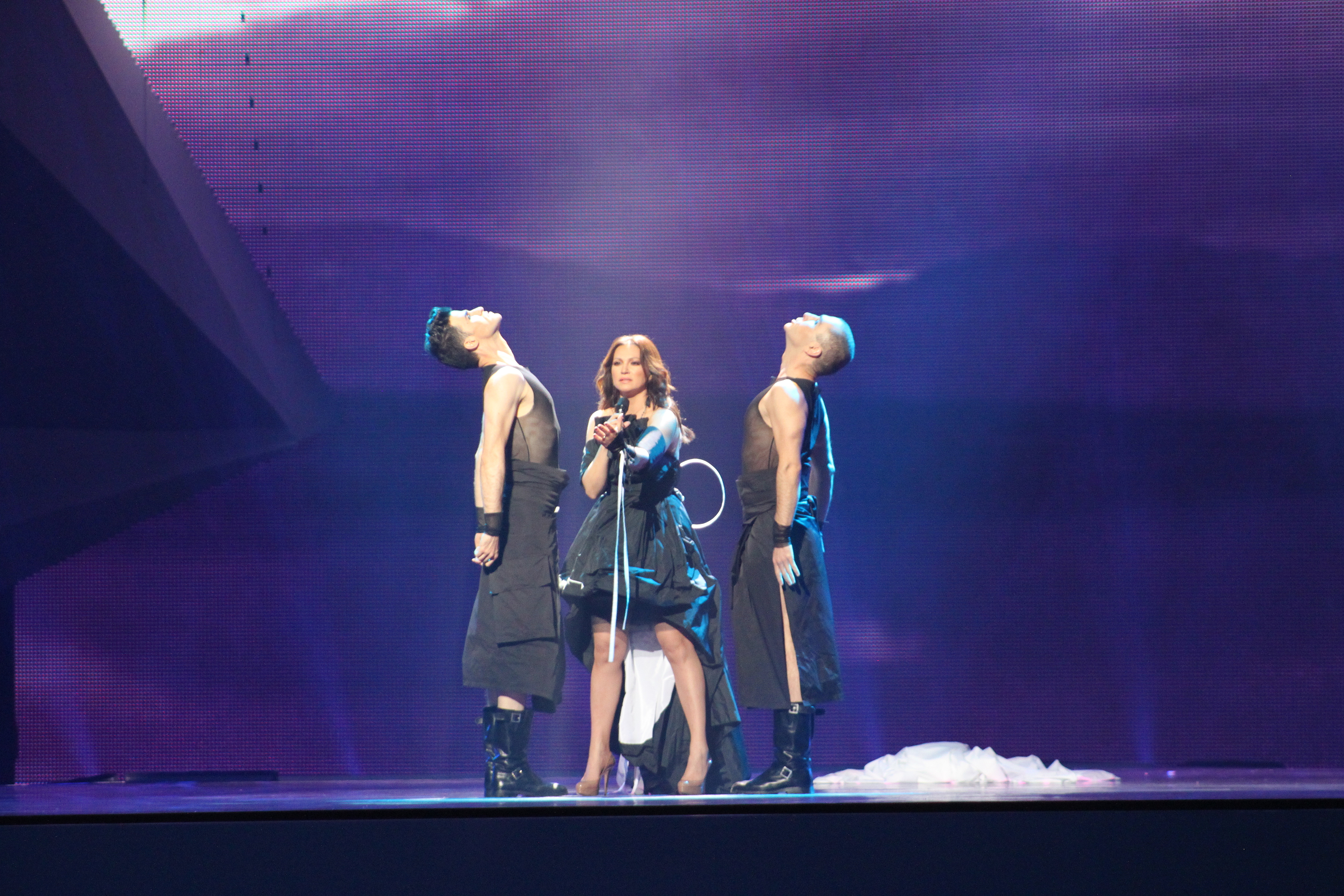
A horvát előadó: Nina Badrić

|              | Szavazók   | Szavazók | Szavazók    | Szavazók   | Szavazók | Szavazók | Szavazók | Szavazók | Szavazók   | Szavazók | Szavazók   | Szavazók | Szavazók | Szavazók    | Szavazók     | Szavazók | Szavazók | Szavazók | Szavazók     | Szavazók    | Szavazók      | Szavazók | Szavazók |
| Össz         | Montenegró | Izland   | Görögország | Lettország | Albánia  | Románia  | Svájc    | Belgium  | Finnország | Izrael   | San Marino | Ciprus   | Dánia    | Oroszország | Magyarország | Ausztria | Moldova  | Írország | Azerbajdzsán | Olaszország | Spanyolország |          |          |
| ------------ | ---------- | -------- | ----------- | ---------- | -------- | -------- | -------- | -------- | ---------- | -------- | ---------- | -------- | -------- | ----------- | ------------ | -------- | -------- | -------- | ------------ | ----------- | ------------- | -------- | -------- |
| Montenegró   | 20         |          |             |            |          | 12       |          |          |            |          |            | 8        |          |             |              |          |          |          |              |             |               |          |          |
| Izland       | 75         | 5        |             | 5          | 5        |          |          | 4        | 5          | 10       | 4          | 3        | 8        | 10          | 1            | 4        | 2        | 2        |              |             | 1             | 6        |          |
| Görögország  | 116        | 10       | 5           |            |          | 8        | 12       | 3        | 8          |          | 3          | 7        | 12       | 4           | 5            |          | 1        | 10       | 10           | 10          | 5             | 3        |          |
| Lettország   | 17         | 2        |             |            |          |          |          |          |            |          |            |          |          |             | 4            |          |          | 4        | 4            | 3           |               |          |          |
| Albánia      | 146        | 12       | 3           | 10         | 4        |          | 4        | 12       | 10         | 5        | 5          | 10       | 10       | 7           | 2            | 10       | 12       | 1        | 1            | 12          | 12            | 4        |          |
| Románia      | 120        | 7        | 4           | 8          |          | 5        |          | 2        | 4          |          | 8          | 6        | 6        | 1           | 8            | 3        | 5        | 12       | 12           | 7           | 10            | 12       |          |
| Svájc        | 45         |          | 2           |            | 7        | 3        | 2        |          |            |          | 1          | 1        | 2        |             |              | 8        | 3        | 8        |              |             | 8             |          |          |
| Belgium      | 16         |          |             | 4          |          | 2        | 1        |          |            | 2        |            |          |          |             |              |          |          |          | 6            |             |               | 1        |          |
| Finnország   | 41         |          | 7           |            | 6        | 1        |          | 1        | 1          |          | 2          |          |          | 8           |              | 12       |          |          | 3            |             |               |          |          |
| Izrael       | 33         |          |             |            | 1        |          | 5        |          |            | 3        |            |          | 1        | 3           | 6            | 5        | 7        |          |              |             |               | 2        |          |
| San Marino   | 31         | 4        |             | 2          |          | 10       |          |          |            |          |            |          |          |             |              |          |          | 7        |              | 5           | 3             |          |          |
| Ciprus       | 91         | 6        | 12          | 12         | 3        | 6        | 7        |          | 3          | 1        | 10         |          |          |             | 7            |          |          | 3        | 5            | 1           | 7             | 8        |          |
| Dánia        | 63         |          | 8           | 1          | 8        |          | 3        | 10       |            | 8        |            | 4        | 4        |             | 3            | 1        |          |          | 7            |             | 6             |          |          |
| Oroszország  | 152        | 8        | 6           | 7          | 12       |          | 6        | 8        | 12         | 12       | 12         | 2        | 7        | 12          |              | 7        | 10       | 6        | 8            | 8           | 2             | 7        |          |
| Magyarország | 52         |          |             |            |          | 7        | 8        | 6        | 6          | 4        |            |          | 5        | 5           |              |          | 4        | 5        |              | 2           |               |          |          |
| Ausztria     | 8          |          | 1           |            |          |          |          | 5        | 2          |          |            |          |          |             |              |          |          |          |              |             |               |          |          |
| Moldova      | 100        | 3        |             | 6          | 2        | 4        | 10       | 7        |            | 6        | 6          | 5        | 3        | 6           | 12           | 2        | 6        |          | 2            | 6           | 4             | 10       |          |
| Írország     | 92         | 1        | 10          | 3          | 10       |          |          |          | 7          | 7        | 7          | 12       |          | 2           | 10           | 6        | 8        |          |              | 4           |               | 5        |          |

A sorok és az oszlopok a fellépés sorrendjében vannak rendezve. Az utolsó három oszlopban az itt szavazó automatikus döntősök ábécésorrendben találhatók meg.

### Zsűri és televoting pontok külön

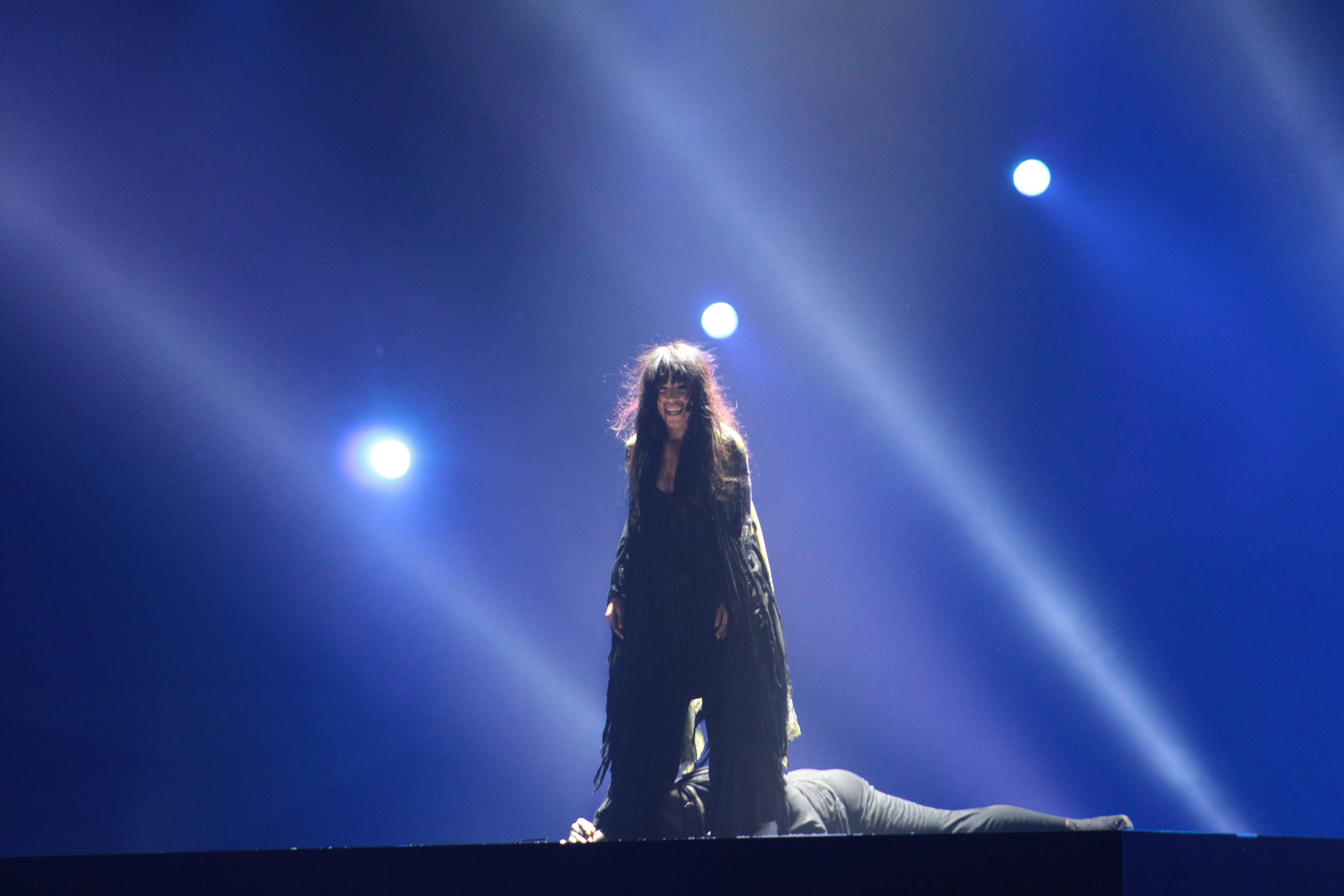
Loreen, a verseny győztese, Svédországból

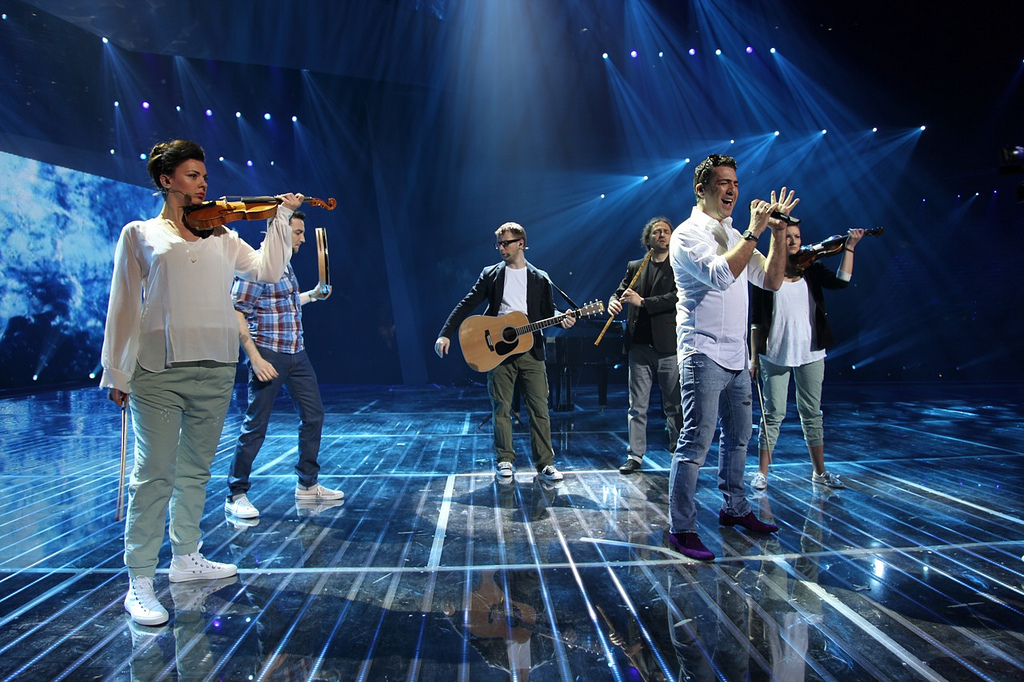
Željko Joksimović, a harmadik helyezett, Szerbiából

A teljes zsűri és nézői szavazatpontokat külön, 2012 júniusában hozta nyilvánosságra az EBU.
| Helyezés | Nézői szavazat | Pontszám | Zsűri        | Pontszám |
| -------- | -------------- | -------- | ------------ | -------- |
| 1.       | Oroszország    | 189      | Albánia      | 131      |
| 2.       | Románia        | 132      | Moldova      | 107      |
| 3.       | Albánia        | 131      | Görögország  | 103      |
| 4.       | Írország       | 116      | Ciprus       | 90       |
| 5.       | Görögország    | 110      | Románia      | 87       |
| 6.       | Ciprus         | 99       | Dánia        | 81       |
| 7.       | Moldova        | 85       | Magyarország | 76       |
| 8.       | Izland         | 79       | Oroszország  | 75       |
| 9.       | Dánia          | 53       | Izrael       | 72       |
| 10.      | Svájc          | 49       | Írország     | 72       |
| 11.      | Magyarország   | 39       | Izland       | 70       |
| 12.      | Finnország     | 36       | Finnország   | 57       |
| 13.      | San Marino     | 25       | Svájc        | 45       |
| 14.      | Montenegró     | 24       | San Marino   | 42       |
| 15.      | Lettország     | 18       | Belgium      | 38       |
| 16.      | Izrael         | 16       | Montenegró   | 28       |
| 17.      | Ausztria       | 15       | Ausztria     | 27       |
| 18.      | Belgium        | 2        | Lettország   | 17       |

## Második elődöntő
A második elődöntőt május 24-én rendezték meg tizennyolc ország részvételével. Az egyes országok által kiosztott pontok telefonos szavazás, illetve szakmai zsűrik szavazatai alapján alakultak ki, mely alapján az első tíz helyezett jutott tovább a döntőbe. A részt vevő országokon kívül az  Egyesült Királyság,  Franciaország és  Németország is a második elődöntőben szavazott.
- A versenyre eredetileg nevező Örményország a második elődöntő első felében vett volna részt, de még a delegációvezetők találkozója előtt visszaléptek, így nem sorsoltak nekik konkrét sorszámot.[24]

| #  | Ország              | Előadó            | Dal                   | Helyezés | Pontszám |
| -- | ------------------- | ----------------- | --------------------- | -------- | -------- |
| 01 | Szerbia             | Željko Joksimović | Nije ljubav stvar     | 2.       | 159      |
| 02 | Macedónia           | Kaliopi           | Crno i belo           | 9.       | 53       |
| 03 | Hollandia           | Joan Franka       | You and Me            | 15.      | 35       |
| 04 | Málta               | Kurt Calleja      | This Is the Night     | 7.       | 70       |
| 05 | Fehéroroszország    | Litesound         | We Are the Heroes     | 16.      | 35       |
| 06 | Portugália          | Filipa Sousa      | Vida minha            | 13.      | 39       |
| 07 | Ukrajna             | Gaitana           | Be My Guest           | 8.       | 64       |
| 08 | Bulgária            | Sofi Marinova     | Love Unlimited        | 11.      | 45       |
| 09 | Szlovénia           | Eva Boto          | Verjamem              | 17.      | 31       |
| 10 | Horvátország        | Nina Badrić       | Nebo                  | 12.      | 42       |
| 11 | Svédország          | Loreen            | Euphoria              | 1.       | 181      |
| 12 | Grúzia              | Anri Jokhadze     | I’m a Joker           | 14.      | 36       |
| 13 | Törökország         | Can Bonomo        | Love Me Back          | 5.       | 80       |
| 14 | Észtország          | Ott Lepland       | Kuula                 | 4.       | 100      |
| 15 | Szlovákia           | Max Jason Mai     | Don’t Close Your Eyes | 18.      | 22       |
| 16 | Norvégia            | Tooji             | Stay                  | 10.      | 45       |
| 17 | Bosznia-Hercegovina | Maya Sar          | Korake ti znam        | 6.       | 77       |
| 18 | Litvánia            | Donny Montell     | Love Is Blind         | 3.       | 104      |

### Ponttáblázat
|                     | Szavazók | Szavazók  | Szavazók  | Szavazók | Szavazók         | Szavazók   | Szavazók | Szavazók | Szavazók  | Szavazók     | Szavazók   | Szavazók | Szavazók    | Szavazók   | Szavazók  | Szavazók | Szavazók            | Szavazók | Szavazók      | Szavazók    | Szavazók           | Szavazók | Szavazók |
| Össz                | Szerbia  | Macedónia | Hollandia | Málta    | Fehéroroszország | Portugália | Ukrajna  | Bulgária | Szlovénia | Horvátország | Svédország | Grúzia   | Törökország | Észtország | Szlovákia | Norvégia | Bosznia-Hercegovina | Litvánia | Franciaország | Németország | Egyesült Királyság |          |          |
| ------------------- | -------- | --------- | --------- | -------- | ---------------- | ---------- | -------- | -------- | --------- | ------------ | ---------- | -------- | ----------- | ---------- | --------- | -------- | ------------------- | -------- | ------------- | ----------- | ------------------ | -------- | -------- |
| Szerbia             | 159      |           | 12        | 10       | 5                | 8          | 8        | 8        | 12        | 12           | 10         | 8        | 10          |            | 1         | 8        | 10                  | 10       | 2             | 12          | 10                 | 3        |          |
| Észak-Macedónia     | 53       | 8         |           |          | 1                | 2          |          | 5        | 7         | 6            | 7          |          | 1           | 8          |           |          |                     | 8        |               |             |                    |          |          |
| Hollandia           | 35       |           |           |          |                  |            |          |          |           | 2            |            | 1        |             | 7          | 7         |          | 3                   |          | 3             |             | 8                  | 4        |          |
| Málta               | 70       | 3         | 2         | 2        |                  | 5          |          | 6        | 6         | 4            | 5          | 4        | 4           | 6          | 3         | 2        |                     |          | 6             |             |                    | 12       |          |
| Fehéroroszország    | 35       |           | 1         | 1        | 4                |            |          | 12       |           |              | 2          |          | 8           |            |           |          |                     |          | 7             |             |                    |          |          |
| Portugália          | 39       |           |           | 6        |                  |            |          |          |           | 3            | 3          |          |             | 1          |           | 5        | 5                   | 4        | 1             | 8           | 3                  |          |          |
| Ukrajna             | 64       | 4         | 3         |          | 6                | 12         | 2        |          | 5         |              | 1          | 6        | 6           |            | 5         | 1        | 2                   | 2        | 5             | 2           |                    | 2        |          |
| Bulgária            | 45       | 2         | 6         |          | 2                |            | 6        |          |           |              |            |          |             | 10         |           |          | 6                   | 3        |               | 3           | 2                  | 5        |          |
| Szlovénia           | 31       | 10        | 4         |          |                  |            |          |          |           |              | 8          |          |             |            |           |          |                     | 5        |               |             | 4                  |          |          |
| Horvátország        | 42       | 12        | 7         |          |                  | 1          |          | 1        |           | 8            |            |          |             |            |           |          |                     | 12       |               |             | 1                  |          |          |
| Svédország          | 181      | 7         | 8         | 12       | 8                | 7          | 10       | 7        | 10        | 10           | 6          |          | 12          | 5          | 12        | 12       | 12                  | 7        | 10            | 6           | 12                 | 8        |          |
| Grúzia              | 36       |           |           |          |                  | 6          | 1        | 10       |           |              |            |          |             | 3          | 4         |          |                     |          | 12            |             |                    |          |          |
| Törökország         | 80       |           | 10        | 7        | 12               |            |          | 2        | 8         |              |            | 7        | 3           |            | 2         | 3        | 1                   | 6        |               | 7           | 6                  | 6        |          |
| Észtország          | 100      |           |           | 8        |                  | 4          | 12       | 3        | 3         | 1            |            | 12       | 7           |            |           | 10       | 8                   |          | 8             | 10          | 7                  | 7        |          |
| Szlovákia           | 22       | 1         |           |          | 7                |            | 4        |          |           |              |            | 3        |             |            | 6         |          |                     |          |               | 1           |                    |          |          |
| Norvégia            | 45       |           |           | 3        | 3                | 3          | 3        |          | 2         |              |            | 10       |             | 4          | 8         | 4        |                     | 1        | 4             |             |                    |          |          |
| Bosznia-Hercegovina | 77       | 5         | 5         | 5        |                  |            | 5        |          | 1         | 5            | 12         | 5        | 2           | 12         |           | 6        | 4                   |          |               | 4           | 5                  | 1        |          |
| Litvánia            | 104      | 6         |           | 4        | 10               | 10         | 7        | 4        | 4         | 7            | 4          | 2        | 5           | 2          | 10        | 7        | 7                   |          |               | 5           |                    | 10       |          |

A sorok és az oszlopok a fellépés sorrendjében vannak rendezve. Az utolsó három oszlopban az itt szavazó automatikus döntősök az angol ábécé szerinti sorrenben találhatók meg.

### Zsűri és televoting pontok külön
A teljes zsűri és nézői szavazatpontokat külön, 2012 júniusában hozta nyilvánosságra az EBU.
| Helyezés | Nézői szavazatok    | Pontszám | Zsűri               | Pontszám |
| -------- | ------------------- | -------- | ------------------- | -------- |
| 1.       | Svédország          | 180      | Svédország          | 145      |
| 2.       | Szerbia             | 148      | Szerbia             | 141      |
| 3.       | Litvánia            | 128      | Ukrajna             | 109      |
| 4.       | Törökország         | 114      | Észtország          | 102      |
| 5.       | Észtország          | 88       | Málta               | 97       |
| 6.       | Norvégia            | 72       | Bosznia-Hercegovina | 77       |
| 7.       | Bosznia-Hercegovina | 70       | Horvátország        | 66       |
| 8.       | Macedónia           | 63       | Grúzia              | 62       |
| 9.       | Bulgária            | 59       | Macedónia           | 58       |
| 10.      | Hollandia           | 51       | Litvánia            | 55       |
| 11.      | Málta               | 39       | Fehéroroszország    | 52       |
| 12.      | Fehéroroszország    | 37       | Portugália          | 49       |
| 13.      | Portugália          | 37       | Törökország         | 42       |
| 14.      | Horvátország        | 34       | Szlovénia           | 40       |
| 15.      | Szlovákia           | 32       | Szlovákia           | 40       |
| 16.      | Szlovénia           | 27       | Hollandia           | 31       |
| 17.      | Ukrajna             | 24       | Bulgária            | 27       |
| 18.      | Grúzia              | 15       | Norvégia            | 25       |

## Döntő
A döntőt május 26-án rendezték meg huszonhat ország részvételével. A mezőnyt a következő országok alkották:
- az első elődöntő első tíz helyezettje:  Oroszország  Albánia,  Románia,  Görögország,  Moldova,  Írország,  Ciprus,  Izland,  Dánia,  Magyarország
- a második elődöntő első tíz helyezettje:  Svédország,  Szerbia,  Litvánia,  Észtország,  Törökország,  Bosznia-Hercegovina,  Málta,  Ukrajna,  Macedónia  Norvégia
- a házigazda ország, egyben az előző év győztese:  Azerbajdzsán
- az automatikusan döntős „Öt Nagy”:  Egyesült Királyság,  Franciaország,  Németország,  Olaszország,  Spanyolország

| #  | Ország              | Előadó                 | Dal                             | Helyezés | Pontszám |
| -- | ------------------- | ---------------------- | ------------------------------- | -------- | -------- |
| 01 | Egyesült Királyság  | Engelbert Humperdinck  | Love Will Set You Free          | 25.      | 12       |
| 02 | Magyarország        | Compact Disco          | Sound of Our Hearts             | 24.      | 19       |
| 03 | Albánia             | Rona Nishliu           | Suus                            | 5.       | 146      |
| 04 | Litvánia            | Donny Montell          | Love Is Blind                   | 14.      | 70       |
| 05 | Bosznia-Hercegovina | Maya Sar               | Korake ti znam                  | 18.      | 55       |
| 06 | Oroszország         | Buranovskiye Babushki  | Party for Everybody             | 2.       | 259      |
| 07 | Izland              | Greta Salóme és Jónsi  | Never Forget                    | 20.      | 46       |
| 08 | Ciprus              | Ivi Adamou             | La La Love                      | 16.      | 65       |
| 09 | Franciaország       | Anggun                 | Echo (You and I)                | 22.      | 21       |
| 10 | Olaszország         | Nina Zilli             | L’amore è femmina (Out of Love) | 9.       | 101      |
| 11 | Észtország          | Ott Lepland            | Kuula                           | 6.       | 120      |
| 12 | Norvégia            | Tooji                  | Stay                            | 26.      | 7        |
| 13 | Azerbajdzsán        | Sabina Babayeva        | When the Music Dies             | 4.       | 150      |
| 14 | Románia             | Mandinga               | Zaleilah                        | 12.      | 71       |
| 15 | Dánia               | Soluna Samay           | Should’ve Known Better          | 23.      | 21       |
| 16 | Görögország         | Eleftheria Eleftheriou | Aphrodisiac                     | 17.      | 64       |
| 17 | Svédország          | Loreen                 | Euphoria                        | 1.       | 372      |
| 18 | Törökország         | Can Bonomo             | Love Me Back                    | 7.       | 112      |
| 19 | Spanyolország       | Pastora Soler          | Quédate conmigo                 | 10.      | 97       |
| 20 | Németország         | Roman Lob              | Standing Still                  | 8.       | 110      |
| 21 | Málta               | Kurt Calleja           | This Is the Night               | 21.      | 41       |
| 22 | Macedónia           | Kaliopi                | Crno i belo                     | 13.      | 71       |
| 23 | Írország            | Jedward                | Waterline                       | 19.      | 46       |
| 24 | Szerbia             | Željko Joksimović      | Nije ljubav stvar               | 3.       | 214      |
| 25 | Ukrajna             | Gaitana                | Be My Guest                     | 15.      | 65       |
| 26 | Moldova             | Pasha Parfeny          | Lăutar                          | 11.      | 81       |

### Pontbejelentők
Az előző évekkel ellentétben a szavazás sorrendjét nem sorsolással döntötték el, hanem a főpróba alapján szavazó szakmai zsűrik pontjai alapján mesterségesen állították össze, hogy lehetőség szerint minél izgalmasabb legyen. A szóvivők között ezúttal is több, korábban részt vevő énekes volt: az azeri Safura (2010), a fehérorosz Koldun (2007), a román Paula Seling (2010), a francia Amaury Vassili (2011), a bosnyák Laka (2008), az izlandi Matthías Matthíasson (Sjonni’s Friends tagjaként, 2011), a norvég Nadia Hasnaoui (2010, műsorvezető), az észt Getter Jaani (2011), a lett Valters (Valters és Kazha tagjaként, 2005), a finn Mr. Lordi (a Lordi tagjaként, 2006) és a grúz Sopho Toroshelidze (az Eldrine tagjaként, 2011). Németország pontjait a 2011-es verseny egyik műsorvezetője, Anke Engelke ismertette. A magyar pontok kihirdetője Novodomszky Éva volt.
A szavazás sorrendje a következőképpen alakult:
| 1. Albánia – Andri Xhahu 2. Montenegró – Marija Marković 3. Románia – Paula Seling 4. Ausztria – Kati Bellowitsch 5. Ukrajna – Olekszij Matiasz 6. Fehéroroszország – Koldun 7. Belgium – Peter Van de Veire 8. Azerbajdzsán – Safura 9. Málta – Keith Demicoli 10. San Marino – Monica Fabbri 11. Franciaország – Amaury Vassili 12. Egyesült Királyság – Scott Mills 13. Törökország – Ömer Önder 14. Görögország – Adriana Magania | 1. Bosznia-Hercegovina – Elvir Laković Laka 2. Moldova – Olivia Fortuna 3. Bulgária – Anna Angelova 4. Svájc – Sara Hildebrand 5. Szlovénia – Lorella Flego 6. Ciprus – Lúkasz Hámatszosz 7. Horvátország – Nevena Rendeli 8. Szlovákia – Mária Pietrová 9. Macedónia – Krisztina Talevszka 10. Hollandia – Viviënne van den Assem 11. Portugália – Joana Teles 12. Izland – Matthías Matthíasson 13. Svédország – Lynda Woodruff 14. Norvégia – Nadia Hasnaoui | 1. Litvánia – Ignas Krupavičius 2. Észtország – Getter Jaani 3. Dánia – Louise Wolff 4. Lettország – Valters Frīdenbergs 5. Spanyolország – Elena S. Sánchez 6. Finnország – Mr. Lordi 7. Grúzia – Szopo Toroselidze 8. Olaszország – Ivan Bacchi 9. Szerbia – Maja Nikolić 10. Németország – Anke Engelke 11. Oroszország – Okszana Fedorova 12. Magyarország – Novodomszky Éva 13. Izrael – Ofer Nachshon 14. Írország – Gráinne Seoige[1] |

↑ 1:  Írország eredetileg harminckettedikként jelentkezett volna, de technikai okok miatt az írek pontjait jelentették be utoljára.

### Ponttáblázat
|                     | Szavazók           | Szavazók     | Szavazók | Szavazók | Szavazók            | Szavazók    | Szavazók | Szavazók | Szavazók      | Szavazók    | Szavazók   | Szavazók | Szavazók     | Szavazók | Szavazók | Szavazók    | Szavazók   | Szavazók    | Szavazók      | Szavazók    | Szavazók | Szavazók  | Szavazók | Szavazók | Szavazók | Szavazók | Szavazók   | Szavazók   | Szavazók | Szavazók | Szavazók   | Szavazók | Szavazók   | Szavazók | Szavazók  | Szavazók         | Szavazók   | Szavazók | Szavazók  | Szavazók     | Szavazók | Szavazók  | Szavazók |
| Össz                | Egyesült Királyság | Magyarország | Albánia  | Litvánia | Bosznia-Hercegovina | Oroszország | Izland   | Ciprus   | Franciaország | Olaszország | Észtország | Norvégia | Azerbajdzsán | Románia  | Dánia    | Görögország | Svédország | Törökország | Spanyolország | Németország | Málta    | Macedónia | Írország | Szerbia  | Ukrajna  | Moldova  | Montenegró | Lettország | Svájc    | Belgium  | Finnország | Izrael   | San Marino | Ausztria | Hollandia | Fehéroroszország | Portugália | Bulgária | Szlovénia | Horvátország | Grúzia   | Szlovákia |          |
| ------------------- | ------------------ | ------------ | -------- | -------- | ------------------- | ----------- | -------- | -------- | ------------- | ----------- | ---------- | -------- | ------------ | -------- | -------- | ----------- | ---------- | ----------- | ------------- | ----------- | -------- | --------- | -------- | -------- | -------- | -------- | ---------- | ---------- | -------- | -------- | ---------- | -------- | ---------- | -------- | --------- | ---------------- | ---------- | -------- | --------- | ------------ | -------- | --------- | -------- |
| Egyesült Királyság  | 12                 |              |          |          |                     |             |          |          |               |             |            | 5        |              |          |          |             |            |             |               |             |          |           |          | 4        |          |          |            |            | 2        |          | 1          |          |            |          |           |                  |            |          |           |              |          |           |          |
| Magyarország        | 19                 |              |          |          |                     |             |          |          |               |             |            |          |              |          | 7        |             |            |             | 1             |             |          |           |          |          | 2        |          | 1          |            |          |          |            |          |            |          |           |                  |            |          |           |              |          |           | 8        |
| Albánia             | 146                |              | 8        |          |                     | 6           |          |          | 4             |             | 12         |          |              |          | 1        | 5           | 10         | 1           | 5             |             | 6        | 1         | 12       |          | 1        |          |            | 10         | 1        | 12       | 10         | 6        |            | 12       | 8         |                  |            |          | 4         | 3            | 5        | 3         |          |
| Litvánia            | 70                 | 7            |          |          |                     |             | 5        |          |               | 3           |            | 3        | 6            | 4        |          |             |            |             |               |             |          | 4         |          | 7        |          |          |            | 1          | 4        |          |            |          |            |          |           | 1                | 8          |          | 5         |              |          | 12        |          |
| Bosznia-Hercegovina | 55                 |              |          |          |                     |             |          |          |               |             |            |          |              |          |          |             |            |             | 10            |             |          |           | 7        |          | 5        |          |            | 6          |          | 1        |            |          |            |          | 7         |                  |            |          |           | 7            | 10       |           | 2        |
| Oroszország         | 259                | 3            | 7        | 3        | 6                   | 3           |          | 7        | 5             | 4           | 10         | 8        | 8            | 10       | 4        | 8           | 4          | 7           | 7             | 8           | 7        | 3         | 4        | 6        | 7        | 10       | 6          | 4          | 10       |          | 8          | 8        | 7          | 10       | 5         | 4                | 12         | 8        | 6         | 8            | 6        | 5         | 3        |
| Izland              | 46                 |              | 6        |          |                     |             |          |          | 1             |             |            | 6        | 5            |          |          | 6           |            |             |               | 4           | 3        |           |          |          |          |          |            |            |          |          |            | 7        |            |          |           |                  |            |          |           | 4            |          |           | 4        |
| Ciprus              | 65                 |              |          | 6        |                     |             | 2        | 8        |               |             | 5          |          |              | 2        | 2        |             | 12         | 12          |               |             | 5        |           |          |          |          | 8        |            |            |          |          |            |          | 3          |          |           |                  |            |          |           |              |          |           |          |
| Franciaország       | 21                 |              |          |          |                     | 2           |          | 6        |               |             |            |          |              |          |          |             |            | 2           |               |             |          |           |          |          |          |          |            |            | 3        | 6        |            |          |            |          | 2         |                  |            |          |           |              |          |           |          |
| Olaszország         | 101                |              | 5        | 7        | 4                   |             |          |          | 2             | 1           |            | 7        | 4            |          |          | 3           | 3          |             |               | 1           | 2        | 10        | 5        | 2        |          | 4        | 5          | 2          |          | 5        |            |          | 4          | 7        |           |                  |            | 2        |           | 5            | 2        | 4         | 5        |
| Észtország          | 120                | 4            |          |          | 8                   |             | 6        | 10       |               | 10          |            |          | 7            |          |          |             |            | 8           |               | 6           | 4        |           |          | 8        |          | 1        | 2          |            | 8        |          |            | 10       |            |          |           | 7                | 4          | 7        |           |              |          |           | 10       |
| Norvégia            | 7                  |              |          |          |                     |             |          | 1        |               |             |            |          |              |          |          |             |            | 3           |               |             |          |           |          |          |          |          |            |            |          |          |            |          |            |          |           | 3                |            |          |           |              |          |           |          |
| Azerbajdzsán        | 150                | 2            |          | 4        | 12                  | 7           | 10       |          | 8             |             |            |          |              |          |          |             | 5          |             | 12            |             |          | 12        | 2        | 1        | 3        | 12       | 10         | 5          |          |          |            |          | 8          | 4        |           |                  | 7          |          | 10        |              |          | 10        | 6        |
| Románia             | 71                 |              |          |          |                     |             | 1        |          | 3             | 2           |            |          |              | 6        |          | 1           | 7          |             | 4             | 10          |          |           |          | 5        |          |          | 12         |            |          |          | 3          |          | 6          |          |           |                  |            | 4        |           |              |          |           |          |
| Dánia               | 21                 |              |          |          |                     |             |          | 5        |               |             | 2          | 2        | 2            |          |          |             |            |             |               |             | 5        |           |          |          |          |          |            |            |          |          |            | 5        |            |          |           |                  |            |          |           |              |          |           |          |
| Görögország         | 64                 |              |          | 12       |                     | 1           | 3        |          | 12            |             |            |          |              | 5        | 8        |             |            |             | 3             |             | 1        |           |          |          | 4        | 5        | 4          |            |          |          | 2          |          | 2          |          |           |                  |            |          | 1         |              |          | 1         |          |
| Svédország          | 372                | 12           | 12       | 5        | 10                  | 8           | 12       | 12       | 10            | 12          |            | 12       | 12           | 7        | 10       | 12          | 6          |             | 6             | 12          | 12       | 6         | 6        | 12       | 10       | 6        | 7          | 7          | 12       | 7        | 12         | 12       | 12         | 3        | 12        | 12               | 6          | 3        | 8         | 10           | 7        | 8         | 12       |
| Törökország         | 112                | 1            | 3        | 10       | 1                   | 4           |          |          |               | 5           |            |          |              | 12       | 3        | 2           |            | 6           |               |             | 8        | 8         | 8        |          |          |          |            |            |          | 3        | 7          |          | 1          | 5        | 3         | 8                |            |          | 7         |              |          | 7         |          |
| Spanyolország       | 97                 | 8            | 1        |          |                     | 5           |          | 2        | 6             | 6           |            | 4        |              |          | 6        |             |            | 4           |               |             |          |           |          |          |          |          |            |            |          | 8        | 6          | 3        | 10         | 1        | 6         | 6                |            | 12       | 3         |              |          |           |          |
| Németország         | 110                | 6            | 10       | 2        | 3                   |             |          |          |               | 7           | 8          | 10       | 3            |          |          | 10          |            |             |               | 3           |          | 2         |          | 10       |          |          |            |            | 7        | 4        |            | 1        |            |          | 4         | 2                |            | 10       |           | 2            | 4        | 2         |          |
| Málta               | 41                 | 5            |          |          | 7                   |             |          |          |               |             |            |          |              | 8        |          |             |            |             | 2             |             |          |           | 1        |          | 6        | 7        |            |            |          |          |            |          |            | 2        |           |                  | 3          |          |           |              |          |           |          |
| Észak-Macedónia     | 71                 |              |          | 8        |                     | 12          |          |          |               |             | 1          |          |              |          |          |             |            |             | 8             |             |          |           |          |          | 12       | 3        |            | 8          |          |          |            |          |            |          |           |                  | 2          |          | 2         | 6            | 8        |           | 1        |
| Írország            | 46                 | 10           |          |          |                     |             |          | 4        |               |             |            |          |              | 1        |          | 4           |            | 5           |               |             |          |           |          |          |          |          |            |            | 5        |          | 4          | 4        |            |          |           | 5                | 1          |          |           |              | 3        |           |          |
| Szerbia             | 214                |              | 4        | 1        | 5                   | 10          | 4        | 3        | 7             | 8           | 6          |          | 10           |          | 5        |             |            | 10          | 10            |             | 10       |           | 10       | 10       |          | 2        | 3          | 12         |          | 10       | 5          | 2        |            | 6        | 10        | 10               |            | 5        | 12        | 12           | 12       |           | 7        |
| Ukrajna             | 65                 |              |          |          | 2                   |             | 8        |          |               |             | 3          | 1        | 1            | 3        |          |             | 1          |             |               | 2           |          | 7         | 3        | 3        |          |          | 8          |            | 6        |          |            |          |            |          |           |                  | 10         | 1        |           |              |          | 6         |          |
| Moldova             | 81                 |              | 2        |          |                     |             | 7        |          |               |             | 4          |          |              |          | 12       | 7           | 2          |             |               | 7           |          |           |          |          |          | 8        |            | 3          |          | 2        |            |          | 5          | 8        | 1         |                  | 5          | 6        |           | 1            | 1        |           |          |

A sorok a fellépés, az oszlopok előbb a döntősök, majd az elődöntőben kiesettek fellépési sorrendjében vannak rendezve.

### Zsűri és televoting pontok külön
A teljes zsűri és nézői szavazatpontokat külön, 2012 júniusában hozta nyilvánosságra az EBU.
| Helyezés | Nézői szavazatok    | Pontszám | Zsűri               | Pontszám |
| -------- | ------------------- | -------- | ------------------- | -------- |
| 1.       | Svédország          | 343      | Svédország          | 296      |
| 2.       | Oroszország         | 332      | Szerbia             | 173      |
| 3.       | Szerbia             | 211      | Albánia             | 157      |
| 4.       | Törökország         | 176      | Olaszország         | 157      |
| 5.       | Azerbajdzsán        | 151      | Spanyolország       | 154      |
| 6.       | Németország         | 125      | Észtország          | 152      |
| 7.       | Románia             | 117      | Ukrajna             | 125      |
| 8.       | Albánia             | 106      | Azerbajdzsán        | 118      |
| 9.       | Görögország         | 89       | Moldova             | 104      |
| 10.      | Írország            | 89       | Németország         | 98       |
| 11.      | Macedónia           | 79       | Oroszország         | 94       |
| 12.      | Észtország          | 78       | Ciprus              | 85       |
| 13.      | Moldova             | 75       | Franciaország       | 85       |
| 14.      | Litvánia            | 68       | Litvánia            | 82       |
| 15.      | Ciprus              | 63       | Bosznia-Hercegovina | 71       |
| 16.      | Bosznia-Hercegovina | 57       | Málta               | 70       |
| 17.      | Olaszország         | 56       | Macedónia           | 69       |
| 18.      | Spanyolország       | 45       | Görögország         | 60       |
| 19.      | Izland              | 39       | Izland              | 53       |
| 20       | Ukrajna             | 37       | Románia             | 53       |
| 21.      | Egyesült Királyság  | 36       | Dánia               | 51       |
| 22.      | Magyarország        | 20       | Törökország         | 50       |
| 23.      | Dánia               | 18       | Magyarország        | 30       |
| 24       | Norvégia            | 16       | Norvégia            | 24       |
| 25.      | Málta               | 10       | Írország            | 14       |
| 26       | Franciaország       | 0        | Egyesült Királyság  | 11       |

### 12 pontos országok
Az alábbi országok kaptak 12 pontot a döntőben:
| Darab | Jutalmazott ország | Szavazó ország |
| ----- | ------------------ | --- |
| 18    | Svédország         | Ausztria, Belgium, Dánia, Észtország, Finnország, Franciaország, Németország, Magyarország, Izland, Írország, Izrael, Lettország, Norvégia, Oroszország, Szlovákia, Spanyolország, Hollandia, Egyesült Királyság |
| 4     | Albánia            | Macedónia, Olaszország, San Marino, Svájc |
| 4     | Azerbajdzsán       | Litvánia, Málta, Törökország, Ukrajna |
| 4     | Szerbia            | Bulgária, Horvátország, Montenegró, Szlovénia |
| 2     | Ciprus             | Görögország, Svédország |
| 2     | Macedónia          | Bosznia-Hercegovina, Szerbia |
| 2     | Görögország        | Albánia, Ciprus |
| 1     | Litvánia           | Grúzia |
| 1     | Moldova            | Románia |
| 1     | Románia            | Moldova |
| 1     | Oroszország        | Fehéroroszország |
| 1     | Spanyolország      | Portugália |
| 1     | Törökország        | Azerbajdzsán |

A huszonhat döntős ország közül tizenhárom (50%) kapott minimum egyszer tizenkét pontot, és tizenhárom (50%) maradt legmagasabb pontszám nélkül.

## Térkép

A döntő résztvevői
Az elődöntőkben kiesett országok
Országok, melyek korábban részt vettek, de ebben az évben nem